# Podalonia harveyi
Podalonia harveyi är en biart som först beskrevs av De Beaumont 1967.  Podalonia harveyi ingår i släktet Podalonia och familjen grävsteklar. Inga underarter finns listade i Catalogue of Life.